# Vavassorie
Une vavassorie était, en droit féodal français médiéval puis de l'Ancien Régime, le fief d'un vavasseur, c'est-à-dire d'un arrière-vassal, principalement en Normandie et en Angleterre. 
Pour Ganshof, vavassoria (ou terra vavassoris) est « une expression de sens aussi mouvant que vavassor lui-même ». De rang social inférieur, cet arrière-vassal, tenu de servir seulement avec un armement restreint.
En normandie, où toute tenure était désignée par le mot fief, on distinguait juridiquement deux sortes de vavassories, les unes étant considérées comme nobles, c'est-à-dire exerçant un droit de seigneurie sur des tenures non nobles) et les autres comme « vilaines » ou roturières (c'est-à-dire qu'elles étaient des tenures non nobles dépendant d'une seigneurie). Ces vavassories nobles étaient généralement dénommées « franches vavassories » dans les aveux, expression tirée de liber vavassor.

## Les franches vavassories
Les franches vavassories étaient, principalement en Normandie, un type de fief soumis à l'institution féodale du service militaire et du service de cour que les vassaux devaient à leur suzerain au Moyen Âge. Elles étaient d'un rang inférieur aux fiefs de haubert (pleins ou démembrés), bien de superficie limitée. Elles semblent avoir toutes comporté au moins un « service de cheval », progressivement racheté à partir du XIIIe siècle contre une petite rente féodale, mais certaines vavassories étaient tenues en échange d'un service « d'écu et de lance », non pour une bataille (service d'ost mais pour la garde (custodia) d'un lieu fortifié dont elles dépendaient. 

## Les vavassories roturières
Parmi les tenures du domaine fieffé (mansus dominicatus) de seigneuries normande ou bretonnes, on trouvait parfois des vavassories roturières, c'est-à-dire des terres semblables aux autres fiefs soumis aux rentes et corvées d'une seigneurie (aînesses, tènements, masures, etc.), mais qui devaient à l'origine le service de cheval, en nature puis en argent. 